# Louis Gabrillargues
Louis Gabrillargues (16 de junho de 1914 - 1994) foi um jogador de futebol francês. Ele competiu na Copa do Mundo FIFA de 1934, sediada na Itália.